# Kohleria elegans
Kohleria elegans là một loài thực vật có hoa trong họ Tai voi. Loài này được (Decne.) Loes. mô tả khoa học đầu tiên năm 1899.